# On the Line (film 2022)
On the Line è un film del 2022 diretto e scritto da Romuald Boulanger.
Il film è un thriller interpretato da Mel Gibson, William Moseley, Alia Seror-O'Neill, Nadia Farès, Enrique Arce, Paul Spera e Kevin Dillon.

## Trama
La vita di Elvis Cooney, un irriverente conduttore radiofonico notturno, viene stravolta dalla chiamata in diretta di uno squilibrato che minaccia di uccidere la sua famiglia.

## Distribuzione

### Data di uscita
Le date di uscita internazionali nel corso del 2022 sono state:
- 31 ottobre in Italia
- 3 novembre in Russia (В эфире)
- 4 novembre in Cina, Lituania (Nepadėk ragelio), Spagna, Stati Uniti d'America e Taiwan (絕命線阱)
- 17 novembre in Australia e Nuova Zelanda

### Divieti
Negli Stati Uniti d'America la MPAA ha classificato il film come vietato ai minori di 17 anni non accompagnati da un adulto (R) per scene contenenti linguaggio e violenza.

### Edizione italiana
La direzione del doppiaggio è di Yuri Bedini e i dialoghi italiani sono curati da Linda Barani per conto della CD Cine Dubbing che si è occupata anche della sonorizzazione.

## Accoglienza

### Critica
Sull'aggregatore di recensioni Rotten Tomatoes il film riceve il 20% delle recensioni positive.